# Éger- és kőrislápok
Az éger- és kőrislápok, más néven lápi cserjések és láperdők (Alnion glutinosae)  Malcuit, 1929 a láperdők és lápcserjések (Alnetea glutinosae) Br.-Bl. &  Tx. ex Westhoff & al. 1946 növénytársulástani osztályában a láperdők és lápcserjések (Alnetalia glutinosae) Tx., 1937 társulástani rend egyik, Magyarországon is sokfelé megtalálható csoportja, amely Malcuit, 1929 eredeti értelmezése szerint a hagyományosan értelmezett láperdőket és lápi cserjéseket felölelő.

## Jellemzésük
A láperdők az organogén szukcesszió sorának első erdőtársulásai. Savanyú, glejes, láperdő-tőzeg talajukban kevés a mész és az egyéb bázis. Ezt a talajt természetes körülmények között az egész évben víz borítja; az anaerob körülmények a tőzeg felhalmozódásának feltételei. Hazánk éghajlatán ehhez rendszerint nyári vízutánpótlást is kell, amit a legtöbbször a környező magasabb dombhátak talajvizét a lápba vezető források szolgáltatnak.
Alapvetően olyan lefolyástalan területeken nőnek, amelyeken az év nagy részében áll a víz. A helyi vízellátástól alapvetően függő, azonális társulásaik az éghajlattól nagyrészt függetlenek, bár a meleg, száraz nyarak azért határt szabnak elterjedésüknek. A csapadék eloszlása és vele a növényzet jellege szerint:
- atlantikus,
- közép-európai és
- kontinentális láperdőket

különböztetünk meg. Az atlantikus égerlápokban a gyep karakterfaja a sima sás (Carex laevigata), a közép-európai és kontinentális égeresekben a nyúlánk sás (Carex elongata). A kontinentális lápokban ezt rendszeresen a lápi csalán (Urtica kioviensis) egészíti ki. Magyarországon az utóbbi két típus nő.
A disztróf vagy mérsékelten eutróf, vízzel elárasztott síklápokon, rétlápokban gyakran sás- és/vagy mohatőzeg halmozódik fel. A hosszú vízborítás miatt a fák gyökérzete részben kiemelkedik a talajszintből: ezeken a kis élőhelyszigeteken nőnek a társulás állandó fajkészletének nyirkos, de nem vizes termőhelyi igényű, kéreg- és korhadéklakó fajai. A cserjeszint általában gyér, a gyepszint összetétele és borítása a vízborítás magassága és tartama szerint változik.
A kontinentális láperdők lombkoronaszintjének legjellemzőbb fája a mézgás éger (Alnus glutinosa), amihez a magyar kőris (Fraxinus angustifolia subsp. pannonica) társul. A gyepszint vizes fázisára jellemző a gyönyörű békaliliom (Hottonia palustris), és sok sásfaj:
- mocsári sás (Carex acutiformis),
- zsombéksás (Carex elata),
- éles sás (Carex gracilis),
- villás sás (Carex pseudocyperus),
- hólyagos sás (Carex vesicaria).

További, jellemző fajok:
- mocsári nőszirom (Iris pseudacorus),
- gyilkos csomorika (Cicuta virosa),
- mocsári kocsord (Peucedanum palustre)
- lápi csalán (Urtica kioviensis).

A fák „lábain” élő közösség jellemző tagjai a nyúlánk sás (Carex elongata) mellett a páfrányok:
- tőzegpáfrány (Thelypteris palustris),
- szálkás pajzsika (Dryopteris carthusiana),
- széles pajzsika (Dryopteris dilatata),
- tarajos pajzsika (Dryopteris cristata), ritka.

Ezek a síkvidéki társulások, főleg a mély fekvésű területeken, a lefolyástalan lápmedencékben, a lefűződő holtágakban ( morotvákban) fordulnak elő — a Dunántúlon főleg Vas és Somogy vármegyében, valamint az Észak-Alföldön, a Nyírségben, a Duna vidékén és a Mezőföldön, valamint a Dráva-síkon.

## Karakterfajaik
A csoportot az alábbi fajok előfordulása alapján különíthetjük el a  láperdők és lápcserjések (Alnetalia glutinosae) társulástani rendjének többi csoportjától:
- réti angyalgyökér (Angelica palustris)
- molyhos nyír (Betula pubescens)
- dárdás nádtippan (Calamagrostis canescens)
- lápi nádtippan (Calamagrostis stricta)
- rostos tövű sás (Carex appropinquata)
- szürkés sás (Carex canescens)
- nyúlánk sás (Carex elongata)
- gyapjas magvú sás (Carex lasiocarpa)
- fekete sás (Carex nigra)
- csőrös sás (Carex rostrata)
- gyilkos csomorika (Cicuta virosa)
- tőzegeper (mocsári pimpó, Comarum palustre)
- kereklevelű harmatfű (Drosera rotundifolia)
- tarajos pajzsika (Dryopteris cristata)
- hüvelyes gyapjúsás (Eriophorum vaginatum)
- kapaszkodó galaj (Galium rivale)
- bókoló gyömbérgyökér (Geum rivale)
- békaliliom (Hottonia palustris)
- gázló (Hydrocotyle vulgaris)
- hegyipáfrány (Lastrea limbosperma)
- szibériai hamuvirág (Ligularia sibirica)
- közönséges tóalma (Ludwigia palustris)
- vidrafű (Menyanthes trifoliata)
- óriás királypáfrány (Osmunda regalis)
- nádi boglárka (Ranunculus lingua)
- füles fűz (Salix aurita)
- babérfűz (Salix pentandra)
- fűzlevelű gyöngyvessző (Spiraea salicifolia)
- tőzegpáfrány (mocsárpáfrány, Thelypteris palustris)
- lápi csalán (kúszó csalán, Urtica kioviensis)
- tőzegáfonya (Vaccinium oxycoccos)

## Rendszertani felosztásuk
Négy növénytársulást sorolunk ide, és egyes szerzők (Kevey, 2008) ezeket két alcsoportba osztják:
- láperdők alcsoportja (Carici elongatae – Alnetum glutinosae)
  - égeres láperdő (Carici elongatae-Alnetum) Koch, 1926,
  - égeres mocsárerdő (Angelico sylvestris-Alnetum glutinosae) Borhidi in Borhidi & Kevey, 1996,
  - éger-kőris láperdő (Fraxino pannonicae-Alnetum, illetve Fraxino pannonicae-Alnetum glutinosae) Soó & Járai-Komlódi in Járai-Komlódi, 1958,
  - tőzegmohás égerláp (Sphagno squarrosi-Alnetum), Sol.-Gorn. ex Pried., 1997
  - fehér füzes láperdő (Carici elatea-Salicetum albae) Kevey, 2008

- valódi lápi cserjések alcsoportja (Salicenion cinereae)
  - babérfüzes nyírláp (Salici pentandrae-Betuletum pubescentis)
  - füles fűzláp (Salicetum auritae)
  - dárdás nádtippanos rekettyefűzláp (Calamagrostio-Salicetum cinereae)
  - tőzegmohás rekettyefűzláp (Sphagno recurvi-Salicetum cinereae)
  - tőzegmohás nyírláp (Sphagno recurvi-Betuletum pubescentis)